# Натуральное вино
Натуральное вино — движение в виноделии, производство вина простыми (или традиционными) способами. Изготовляется органически, с помощью пермакультуры и производится без добавки или удаления чего-то из погреба. Не используются никакие технологические добавки, ни плотная фильтрация, ни очистка. «Вмешательство» в естественный процесс ферментации сокращается к минимуму. В результате получается полезное и полное естественной микробиологии живое вино.
Натуральное вино — скорее концепция, чем чётко определённая категория с согласованными характеристиками. Собственно это вино, изготовленное из чистого сброженного виноградного сока.
Первые упоминания о натуральных винах берут начало в 1990-х годах, когда Дженни Лефкур переехала в Париж, чтобы изучать французскую литературу и кино, а её друзья начали пить особый сорт вина, более живой, качественный и непохожий на другие.

## Основные характеристики
Многие виноделы, дистрибьюторы и сомелье не согласны с термином «натуральное вино». Большинство предпочитают фразу «вино с низким уровнем вмешательства», «голое» вино, или «сырое». Но в мировой общине производителей и потребителей вина именно термин «натуральное вино» используется чаще всего.
Понимание натурального вина не обходится без базового понимания процесса виноделия, который состоит из двух этапов — выращивания и сбора винограда, а затем преобразования его в вино путем ферментации. То есть, вино производится из винограда, не обработанного гербицидами или пестицидами. Весь виноград вместо машин для сбора, собирается вручную виноделами-натуралами. После собранного вручную винограда для превращения его в сок, виноделы полагаются на местные дрожжи, вещества, которые есть в воздухе и попадают на виноград, если поместить их в чан на продолжительное время, чтобы вызвать естественное брожение. В отличие от многих традиционных виноделов, в процессе виноделия натурального вина не используются никакие добавки, например, искусственные ароматизаторы, сахар, яичный белок, кислота.
Микробиологическая жизнь виноградника влияет как на успешное брожение в погребе, так и создание вина, без технологических добавок, тем самым поддержание здоровой среды обитания на винограднике для этих микробов имеет важное значение для натурального винодела. Эта микробиологическая жизнь отправляется за виноградом в погреб, превращает в сок и доходит до конечного вина в бутылке. Таким образом, натуральное вино можно считать живым вином из живой почвы, оно буквально полностью защищает микрокосм жизни в бутылке, сохраняет неповреждённым, оставляя его стабильным и сбалансированным.

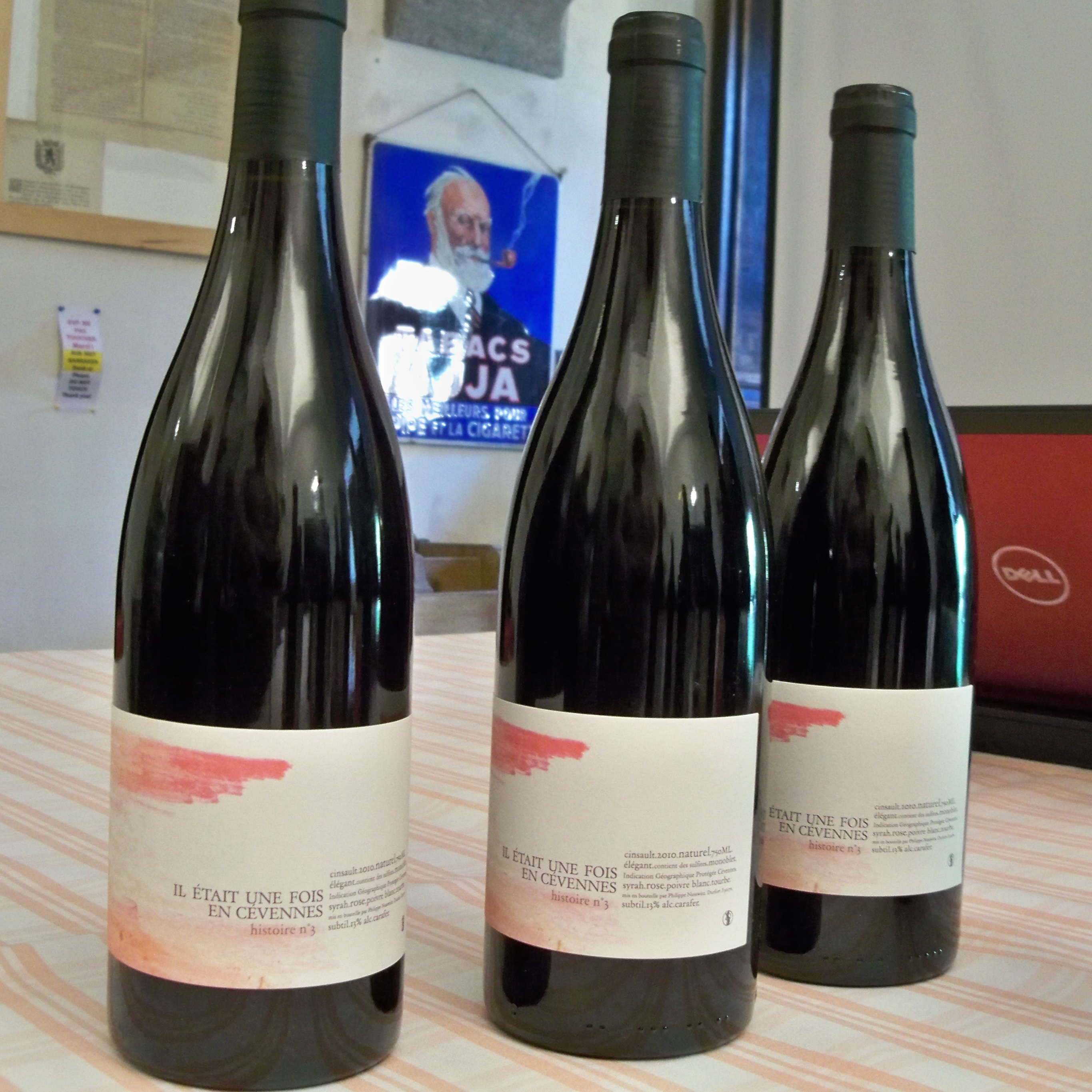
бутылки натурального вина Севенны

Добавление сульфатов, консервантов и стабилизаторов, некоторые виноделы используют дольше, чем любые другие добавки.
В натуральное вина добавляют меньше 30 млг/л сульфатов (в обычное вино разрешено дабавлять 160 млг/л).
В настоящее же время не существует юридических определений натурального вина (кроме Франции, где на законодательном уровне утвердили эту классификацию в 2020 году), есть официальные определения, принятые группами производителей в разных странах, таких как Италия, Грузия и Испания, которые намного суровее правил, принятых официальными органами по сертификации органических или биодинамических материалов. Основные требования: минимум органического земледелия, но запрет использования добавок, средств обработки или вспомогательного оборудования в погребе, за исключением грубой фильтрации и сульфитов, которые варьируются в зависимости от ассоциации. Следовательно, французский S.A.I.N.S., который является самым строгим, не допускает использование добавок, но не запрещает грубую фильтрацию. Общий уровень сульфитов для AVN, принятый на уровне 30 мг/л для игристых и красных вин, а для белых составляет 40 мг/л, вне зависимости от остаточного сахара.